# Liste der Mitglieder der National Academy of Sciences/1897
Im Jahr 1897 wählte die National Academy of Sciences der Vereinigten Staaten von Amerika vier Personen zu ihren Mitgliedern.

## Neugewählte Mitglieder
- William H. Dall (1845–1927)
- Frank Gooch (1852–1929)
- Charles S. Minot (1852–1914)
- E. W. Morley (1838–1923)